# Clasificación para la Eurocopa 1968
La clasificación para la Eurocopa 1968 se disputó entre los años 1966 y 1968. Participaron 31 equipos divididos en ocho grupos; siete grupos de cuatro equipos y uno de tres equipos. Cada ganador de grupo avanzó a los cuartos de final. Los cuartos de final se jugaron en partidos de ida y vuelta. Los ganadores de los cuartos de final pasarían a la fase final.

## Fase de grupos

### Grupo 1
| Pos. | Equipo         | Pts. | PJ | G | E | P | GF | GC | Dif. | Clasificación             |
| ---- | -------------- | ---- | -- | - | - | - | -- | -- | ---- | ------------------------- |
| 1    | España         | 8    | 6  | 3 | 2 | 1 | 6  | 2  | +4   | Acceso a cuartos de final |
| 2    | Checoslovaquia | 7    | 6  | 3 | 1 | 2 | 8  | 4  | +4   |                           |
| 3    | Irlanda        | 5    | 6  | 2 | 1 | 3 | 5  | 8  | −3   |                           |
| 4    | Turquía        | 4    | 6  | 1 | 2 | 3 | 3  | 8  | −5   |                           |

 Fuente: 
| 23 de octubre de 1966, 15:30 | Irlanda | 0:0 | España | Dalymount Park, Dublín                                             |  |
|                              |         |     |        | Asistencia: 38.877 espectadores Árbitro(s): Hans Carlsson (Suecia) |  |

| 16 de noviembre de 1966, 20:00 | Irlanda                  | 2:1 (0:0) | Turquía        | Dalymount Park, Dublín                                                |                                                                       |
|                                | O'Neill 60' · McEvoy 74' |           | Altıparmak 88' | Asistencia: 22.480 espectadores Árbitro(s): Tage Sørensen (Dinamarca) | Asistencia: 22.480 espectadores Árbitro(s): Tage Sørensen (Dinamarca) |

| 7 de diciembre de 1966, 00:00 | España                         | 2:0 (2:0) | Irlanda | Estadio de Mestalla, Valencia                                     |                                                                   |
|                               | García Lavilla 21' · Pirri 35' |           |         | Asistencia: 25.000 espectadores Árbitro(s): Piet Roomer (Holanda) | Asistencia: 25.000 espectadores Árbitro(s): Piet Roomer (Holanda) |

| 1 de febrero de 1967, 00:00 | Turquía | 0:0 | España | Estadio Ali Sami Yen, Estambul                                   |  |
|                             |         |     |        | Asistencia: 27.262 espectadores Árbitro(s): Gyula Gere (Hungría) |  |

| 22 de febrero de 1967, 15:00 | Turquía                           | 2:1 (1:0) | Irlanda      | Estadio Ankara 19 Mayis, Ankara                                          |                                                                          |
|                              | Elmastaşoğlu 35' · Altıparmak 79' |           | Cantwell 89' | Asistencia: 31.063 espectadores Árbitro(s): Dimitar Rumenchev (Bulgaria) | Asistencia: 31.063 espectadores Árbitro(s): Dimitar Rumenchev (Bulgaria) |

| 21 de mayo de 1967, 15:30 | Irlanda | 0:2 (0:1) | Checoslovaquia          | Dalymount Park, Dublín                                              |                                                                     |
|                           |         |           | Szikora 16' · Masný 47' | Asistencia: 12.000 espectadores Árbitro(s): Robert Schaut (Bélgica) | Asistencia: 12.000 espectadores Árbitro(s): Robert Schaut (Bélgica) |

| 31 de mayo de 1967, 00:00 | España                 | 2:0 (0:0) | Turquía | San Mamés, Bilbao                                                |                                                                  |
|                           | Grosso 63' · Gento 81' |           |         | Asistencia: 27.336 espectadores Árbitro(s): Othmar Huber (Suiza) | Asistencia: 27.336 espectadores Árbitro(s): Othmar Huber (Suiza) |

| 18 de junio de 1967, 17:00 | Checoslovaquia                 | 3:0 (1:0) | Turquía | Tehelné Pole, Bratislava                                            |                                                                     |
|                            | Adamec 25', 70' · Jurkanin 74' |           |         | Asistencia: 17.839 espectadores Árbitro(s): Paul Schiller (Austria) | Asistencia: 17.839 espectadores Árbitro(s): Paul Schiller (Austria) |

| 1 de octubre de 1967, 15:00 | Checoslovaquia | 1:0 (0:0) | España | Stadion Evžena Rošického, Praga                                                       |                                                                                       |
|                             | Horváth 47'    |           |        | Asistencia: 20.354 espectadores Árbitro(s): Gerhard Schulenburg (Alemania Occidental) | Asistencia: 20.354 espectadores Árbitro(s): Gerhard Schulenburg (Alemania Occidental) |

| 22 de octubre de 1967, 20:00 | España                 | 2:1 (1:0) | Checoslovaquia | Estadio Santiago Bernabéu, Madrid                                      |                                                                        |
|                              | Pirri 33' · Gárate 62' |           | Kuna 75'       | Asistencia: 35.000 espectadores Árbitro(s): Antonio Sbardella (Italia) | Asistencia: 35.000 espectadores Árbitro(s): Antonio Sbardella (Italia) |

| 15 de noviembre de 1967, 18:30 | Turquía | 0:0 | Checoslovaquia | Estadio Ankara 19 Mayis, Ankara                                          |  |
|                                |         |     |                | Asistencia: 19.760 espectadores Árbitro(s): Nicolae Mihăilescu (Rumania) |  |

| 22 de noviembre de 1967, 14:00                                                          | Checoslovaquia    | 1:2 (0:0) | Irlanda                   | Stadion Evžena Rošického, Praga                                                 |                                                                                 |
|                                                                                         | Dempsey 57' (ag.) |           | Treacy 65' · O'Connor 86' | Asistencia: 11.000 espectadores Árbitro(s): Erwin Vetter (Alemania Democrática) | Asistencia: 11.000 espectadores Árbitro(s): Erwin Vetter (Alemania Democrática) |
| La derrota del Seleccionado Checo clasificó a la Selección Española a cuartos de final. |                   |           |                           |                                                                                 |                                                                                 |

### Grupo 2
| Pos. | Equipo   | Pts. | PJ | G | E | P | GF | GC | Dif. | Clasificación             |
| ---- | -------- | ---- | -- | - | - | - | -- | -- | ---- | ------------------------- |
| 1    | Bulgaria | 10   | 6  | 4 | 2 | 0 | 10 | 2  | +8   | Acceso a cuartos de final |
| 2    | Portugal | 6    | 6  | 2 | 2 | 2 | 6  | 6  | 0    |                           |
| 3    | Suecia   | 5    | 6  | 2 | 1 | 3 | 9  | 12 | −3   |                           |
| 4    | Noruega  | 3    | 6  | 1 | 1 | 4 | 9  | 14 | −5   |                           |

 Fuente: 
| 13 de noviembre de 1966, 15:00 | Bulgaria                          | 4:2 (3:0) | Noruega         | Estadio Nacional Vasil Levski, Sofía                                  |                                                                       |
|                                | Tsanev 18', 43' · Zhekov 42', 85' |           | Hasund 59', 86' | Asistencia: 20.762 espectadores Árbitro(s): Muzaffer Sarvan (Turquía) | Asistencia: 20.762 espectadores Árbitro(s): Muzaffer Sarvan (Turquía) |

| 13 de noviembre de 1966, 15:00 | Portugal  | 1:2 (1:1) | Suecia              | Estadio Nacional de Portugal, Oeiras                                     |                                                                          |
|                                | Graça 21' |           | Danielsson 29', 86' | Asistencia: 18.244 espectadores Árbitro(s): Jacques Colling (Luxemburgo) | Asistencia: 18.244 espectadores Árbitro(s): Jacques Colling (Luxemburgo) |

| 1 de junio de 1967, 19:00 | Suecia       | 1:1 (0:1) | Portugal           | Estadio Råsunda, Solna                                                |                                                                       |
|                           | Svensson 90' |           | Custódio Pinto 19' | Asistencia: 49.689 espectadores Árbitro(s): Kevin Howley (Inglaterra) | Asistencia: 49.689 espectadores Árbitro(s): Kevin Howley (Inglaterra) |

| 8 de junio de 1967, 19:00 | Noruega     | 1:2 (1:1) | Portugal         | Ullevaal Stadion, Oslo                                             |                                                                    |
|                           | Iversen 35' |           | Eusébio 15', 60' | Asistencia: 29.993 espectadores Árbitro(s): William Syme (Escocia) | Asistencia: 29.993 espectadores Árbitro(s): William Syme (Escocia) |

| 11 de junio de 1967, 16:00 | Suecia | 0:2 (0:1) | Bulgaria                     | Estadio Råsunda, Solna                                            |                                                                   |
|                            |        |           | Zhekov 23' · Dermendjiev 82' | Asistencia: 24.271 espectadores Árbitro(s): Leo Callaghan (Gales) | Asistencia: 24.271 espectadores Árbitro(s): Leo Callaghan (Gales) |

| 29 de junio de 1967, 19:00 | Noruega | 0:0 | Bulgaria | Ullevaal Stadion, Oslo                                                     |  |
|                            |         |     |          | Asistencia: 25.545 espectadores Árbitro(s): John Adair (Irlanda del Norte) |  |

| 3 de septiembre de 1967, 13:15                                                            | Noruega                              | 3:1 (1:1) | Suecia      | Ullevaal Stadion, Oslo                                           |                                                                  |
|                                                                                           | Sunde 23' · Birkeland 47' · Berg 80' |           | Nordahl 19' | Asistencia: 32.151 espectadores Árbitro(s): Jan Pawlik (Polonia) | Asistencia: 32.151 espectadores Árbitro(s): Jan Pawlik (Polonia) |
| Algunas fuentes consideran que el primer gol noruego lo convirtió Berg y el último Sunde. |                                      |           |             |                                                                  |                                                                  |

| 5 de noviembre de 1967, 14:00 | Suecia                                                      | 5:2 (2:0) | Noruega                         | Estadio Råsunda, Solna                                                           |                                                                                  |
|                               | Turesson 15', 86' · Danielsson 39' · Leif Eriksson 48', 85' |           | Iversen 57' (pen.) · Nilsen 90' | Asistencia: 14.078 espectadores Árbitro(s): Rudi Glöckner (Alemania Democrática) | Asistencia: 14.078 espectadores Árbitro(s): Rudi Glöckner (Alemania Democrática) |

| 12 de noviembre de 1967, 15:00 | Portugal               | 2:1 (1:1) | Noruega    | Estádio das Antas, Oporto                                               |                                                                         |
|                                | Torres 30' · Graça 64' |           | Nilsen 40' | Asistencia: 20.500 espectadores Árbitro(s): Michel Kitabdjian (Francia) | Asistencia: 20.500 espectadores Árbitro(s): Michel Kitabdjian (Francia) |

| 12 de noviembre de 1967, 15:00                                                                | Bulgaria                                | 3:0 (2:0) | Suecia | Estadio Nacional Vasil Levski, Sofía                                  |                                                                       |
|                                                                                               | Kotkov 43' · Mitkov 44' · Asparuhov 75' |           |        | Asistencia: 16.479 espectadores Árbitro(s): Josip Horvat (Yugoslavia) | Asistencia: 16.479 espectadores Árbitro(s): Josip Horvat (Yugoslavia) |
| Algunas fuentes consideran que el primer gol búlgaro lo convirtió Mitkov y el segundo Kotkov. |                                         |           |        |                                                                       |                                                                       |

| 26 de noviembre de 1967, 14:30                                                                                | Bulgaria        | 1:0 (0:0) | Portugal | Estadio Nacional Vasil Levski, Sofía                                       |                                                                            |
| | Dermendjiev 63' |           |          | Asistencia: 39.795 espectadores Árbitro(s): Anvar Zverev (Unión Soviética) | Asistencia: 39.795 espectadores Árbitro(s): Anvar Zverev (Unión Soviética) |
| El triunfo de la Selección Búlgara sobre la Selección Portuguesa clasificó a los primeros a cuartos de final. |                 |           |          |                                                                            |                                                                            |

| 17 de diciembre de 1967, 16:00 | Portugal | 0:0 | Bulgaria | Estadio Nacional de Portugal, Oeiras                                   |  |
|                                |          |     |          | Asistencia: 13.408 espectadores Árbitro(s): Antonio Sbardella (Italia) |  |

### Grupo 3
| Pos. | Equipo          | Pts. | PJ | G | E | P | GF | GC | Dif. | Clasificación             |
| ---- | --------------- | ---- | -- | - | - | - | -- | -- | ---- | ------------------------- |
| 1    | Unión Soviética | 10   | 6  | 5 | 0 | 1 | 16 | 6  | +10  | Acceso a cuartos de final |
| 2    | Grecia          | 5    | 5  | 2 | 1 | 2 | 7  | 8  | −1   |                           |
| 3    | Austria         | 5    | 5  | 2 | 1 | 2 | 7  | 9  | −2   |                           |
| 4    | Finlandia       | 2    | 6  | 0 | 2 | 4 | 5  | 12 | −7   |                           |

 Fuente: 
| 2 de octubre de 1966, 14:00 | Finlandia | 0:0 | Austria | Estadio Olímpico de Helsinki, Helsinki                             |  |
|                             |           |     |         | Asistencia: 10.070 espectadores Árbitro(s): Peter Coates (Irlanda) |  |

| 16 de octubre de 1966, 15:30 | Grecia             | 2:1 (1:0) | Finlandia   | Estadio Kaftantzoglio, Salónica                                           |                                                                           |
|                              | Alexiadis 39', 86' |           | Mäkipää 57' | Asistencia: 28.478 espectadores Árbitro(s): Zdeněk Valeš (Checoslovaquia) | Asistencia: 28.478 espectadores Árbitro(s): Zdeněk Valeš (Checoslovaquia) |

| 10 de mayo de 1967, 18:00 | Finlandia    | 1:1 (1:1) | Grecia      | Estadio Olímpico de Helsinki, Helsinki                            |                                                                   |
|                           | Peltonen 18' |           | Chaitas 39' | Asistencia: 14.056 espectadores Árbitro(s): Piet Roomer (Holanda) | Asistencia: 14.056 espectadores Árbitro(s): Piet Roomer (Holanda) |

| 11 de junio de 1967, 19:00 | Unión Soviética                                               | 4:3 (3:1) | Austria                         | Estadio Olímpico Luzhnikí, Moscú                                   |                                                                    |
|                            | Malofeyev 25' · Byshovets 36' · Chislenko 43' · Streltsov 80' |           | Hof 38' · Wolny 54' · Siber 71' | Asistencia: 72.142 espectadores Árbitro(s): Einar Boström (Suecia) | Asistencia: 72.142 espectadores Árbitro(s): Einar Boström (Suecia) |

| 16 de julio de 1967, 19:00 | Unión Soviética                                        | 4:0 (0:0) | Grecia | Central Stadium, Tiflis                                             |                                                                     |
|                            | Banishevski 50', 77' · Sabo 72' (pen.) · Chislenko 83' |           |        | Asistencia: 28.040 espectadores Árbitro(s): Birger Nilsen (Noruega) | Asistencia: 28.040 espectadores Árbitro(s): Birger Nilsen (Noruega) |

| 30 de agosto de 1967, 19:00 | Unión Soviética                 | 2:0 (1:0) | Finlandia | Estadio Olímpico Luzhnikí, Moscú                                      |                                                                       |
|                             | Khurtsilava 14' · Chislenko 80' |           |           | Asistencia: 20.597 espectadores Árbitro(s): Muzaffer Sarvan (Turquía) | Asistencia: 20.597 espectadores Árbitro(s): Muzaffer Sarvan (Turquía) |

| 6 de septiembre de 1967, 17:30 | Finlandia                            | 2:5 (2:3) | Unión Soviética                                                    | Veritas Stadion, Turku                                                   |                                                                          |
|                                | Peltonen 18' (pen.) · Syrjävaara 25' |           | Sabo 2', 56' (pen.) · Maslov 14' · Banishevski 35' · Malofeyev 63' | Asistencia: 7.793 espectadores Árbitro(s): Pavel Špoták (Checoslovaquia) | Asistencia: 7.793 espectadores Árbitro(s): Pavel Špoták (Checoslovaquia) |

| 24 de septiembre de 1967, 15:00 | Austria                  | 2:1 (1:0) | Finlandia    | Estadio Ernst Happel, Viena                                                 |                                                                             |
|                                 | Flögel 17' · Grausam 81' |           | Peltonen 57' | Asistencia: 25.231 espectadores Árbitro(s): Milivoje Gugulović (Yugoslavia) | Asistencia: 25.231 espectadores Árbitro(s): Milivoje Gugulović (Yugoslavia) |

| 4 de octubre de 1967, 20:30 | Grecia                                         | 4:1 (2:0) | Austria     | Estadio Georgios Karaiskakis, El Pireo                                  |                                                                         |
|                             | Sideris 28', 34' (pen.), 63' · Papaioannou 75' |           | Grausam 62' | Asistencia: 34.552 espectadores Árbitro(s): Vasile Dimitrescu (Rumania) | Asistencia: 34.552 espectadores Árbitro(s): Vasile Dimitrescu (Rumania) |

| 15 de octubre de 1967, 14:30 | Austria     | 1:0 (0:0) | Unión Soviética | Estadio Ernst Happel, Viena                                           |                                                                       |
|                              | Grausam 49' |           |                 | Asistencia: 37.400 espectadores Árbitro(s): Todor Bechirov (Bulgaria) | Asistencia: 37.400 espectadores Árbitro(s): Todor Bechirov (Bulgaria) |

| 31 de octubre de 1967, 15:30                                                                                    | Grecia | 0:1 (0:0) | Unión Soviética | Estadio Georgios Karaiskakis, El Pireo                               |                                                                      |
| |        |           | Malofeyev 50'   | Asistencia: 33.588 espectadores Árbitro(s): Gottfried Dienst (Suiza) | Asistencia: 33.588 espectadores Árbitro(s): Gottfried Dienst (Suiza) |
| El triunfo del Seleccionado Soviético sobre el Seleccionado Griego clasificó a los primeros a cuartos de final. |        |           |                 |                                                                      |                                                                      |

| 5 de noviembre de 1967, 14:30                                                   | Austria   | 1:1 (1:0) | Grecia      | Estadio Ernst Happel, Viena                                      |                                                                  |
|                                                                                 | Siber 32' |           | Sideris 71' | Asistencia: 31.996 espectadores Árbitro(s): Gyula Gere (Hungría) | Asistencia: 31.996 espectadores Árbitro(s): Gyula Gere (Hungría) |
| El encuentro fue suspendido a los 83' por disturbios. La UEFA decidió anularlo. |           |           |             |                                                                  |                                                                  |

### Grupo 4
| Pos. | Equipo           | Pts. | PJ | G | E | P | GF | GC | Dif. | Clasificación             |
| ---- | ---------------- | ---- | -- | - | - | - | -- | -- | ---- | ------------------------- |
| 1    | Yugoslavia       | 6    | 4  | 3 | 0 | 1 | 8  | 3  | +5   | Acceso a cuartos de final |
| 2    | Alemania Federal | 5    | 4  | 2 | 1 | 1 | 9  | 2  | +7   |                           |
| 3    | Albania          | 1    | 4  | 0 | 1 | 3 | 0  | 12 | −12  |                           |

 Fuente: 
| 8 de abril de 1967, 00:00 | Alemania Federal                                | 6:0 (2:0) | Albania | Stadion Rote Erde, Dortmund                                               |                                                                           |
|                           | Müller 6', 25', 73', 85' (pen.) · Löhr 77', 79' |           |         | Asistencia: 32.000 espectadores Árbitro(s): Martti Hirviniemi (Finlandia) | Asistencia: 32.000 espectadores Árbitro(s): Martti Hirviniemi (Finlandia) |

| 3 de mayo de 1967, 00:00 | Yugoslavia  | 1:0 (0:0) | Alemania Federal | Estadio Partizan, Belgrado                                                        |                                                                                   |
|                          | Skoblar 64' |           |                  | Asistencia: 48.000 espectadores Árbitro(s): José María Ortiz de Mendíbil (España) | Asistencia: 48.000 espectadores Árbitro(s): José María Ortiz de Mendíbil (España) |

| 14 de mayo de 1967, 00:00 | Albania | 0:2 (0:1) | Yugoslavia       | Estadio Qemal Stafa, Tirana                                            |                                                                        |
|                           |         |           | Zambata 23', 56' | Asistencia: 18.573 espectadores Árbitro(s): Costas Xanthoulis (Chipre) | Asistencia: 18.573 espectadores Árbitro(s): Costas Xanthoulis (Chipre) |

| 7 de octubre de 1967, 00:00 | Alemania Federal                   | 3:1 (1:0) | Yugoslavia  | Volksparkstadion, Hamburgo                                             |                                                                        |
|                             | Löhr 11' · Müller 71' · Seeler 87' |           | Zambata 46' | Asistencia: 70.573 espectadores Árbitro(s): Concetto Lo Bello (Italia) | Asistencia: 70.573 espectadores Árbitro(s): Concetto Lo Bello (Italia) |

| 12 de noviembre de 1967, 00:00 | Yugoslavia                                 | 4:0 (1:0) | Albania | Estadio Partizan, Belgrado                                             |                                                                        |
|                                | Sprečo 44' · Osim 52', 81' · Lazarević 70' |           |         | Asistencia: 35.000 espectadores Árbitro(s): Andrei Rădulescu (Rumania) | Asistencia: 35.000 espectadores Árbitro(s): Andrei Rădulescu (Rumania) |

| 17 de diciembre de 1967, 00:00                                                            | Albania | 0:0 | Alemania Federal | Estadio Qemal Stafa, Tirana                                               |  |
|                                                                                           |         |     |                  | Asistencia: 21.889 espectadores Árbitro(s): Ferdinand Marschall (Austria) |  |
| El empate del Seleccionado Alemán clasificó al Seleccionado Yugoslavo a cuartos de final. |         |     |                  |                                                                           |  |

### Grupo 5
| Pos. | Equipo               | Pts. | PJ | G | E | P | GF | GC | Dif. | Clasificación             |
| ---- | -------------------- | ---- | -- | - | - | - | -- | -- | ---- | ------------------------- |
| 1    | Hungría              | 9    | 6  | 4 | 1 | 1 | 15 | 5  | +10  | Acceso a cuartos de final |
| 2    | Alemania Democrática | 7    | 6  | 3 | 1 | 2 | 10 | 10 | 0    |                           |
| 3    | Países Bajos         | 5    | 6  | 2 | 1 | 3 | 11 | 11 | 0    |                           |
| 4    | Dinamarca            | 3    | 6  | 1 | 1 | 4 | 6  | 16 | −10  |                           |

 Fuente: 
| 7 de septiembre de 1966, 20:30 | Países Bajos                     | 2:2 (1:0) | Hungría                               | Feijenoord Stadion, Róterdam                                        |                                                                     |
|                                | Emil Pijs 35' · Johan Cruyff 54' |           | Dezső Molnár 70' · Kálmán Mészöly 86' | Asistencia: 61.600 espectadores Árbitro(s): Birger Nilsen (Noruega) | Asistencia: 61.600 espectadores Árbitro(s): Birger Nilsen (Noruega) |

| 21 de septiembre de 1966, 18:30 | Hungría                                                                                            | 6:0 (5:0) | Dinamarca | Estadio Ferenc Puskás, Budapest                                      |                                                                      |
|                                 | Flórián Albert 1', 30' · Kálmán Mészöly 9' · Ferenc Bene 14' · János Farkas 36' · Zoltán Varga 83' |           |           | Asistencia: 18.487 espectadores Árbitro(s): Peter Tzouvaras (Grecia) | Asistencia: 18.487 espectadores Árbitro(s): Peter Tzouvaras (Grecia) |

| 30 de noviembre de 1966, 20:30 | Países Bajos                                 | 2:0 (0:0) | Dinamarca | Feijenoord Stadion, Róterdam                                                    |                                                                                 |
|                                | Jesaia Swart 58' · Willy van der Kuijlen 73' |           |           | Asistencia: 32.000 espectadores Árbitro(s): Anibal Da Silva Oliveira (Portugal) | Asistencia: 32.000 espectadores Árbitro(s): Anibal Da Silva Oliveira (Portugal) |

| 5 de abril de 1967, 17:00 | Alemania Democrática                               | 4:3 (0:2) | Países Bajos                            | Zentralstadion, Leipzig                                          |                                                                  |
|                           | Eberhard Vogel 50' · Henning Frenzel 62', 78', 85' |           | Jan Mulder 10' · Pieter Keizer 12', 65' | Asistencia: 40.000 espectadores Árbitro(s): Karoly Sos (Hungría) | Asistencia: 40.000 espectadores Árbitro(s): Karoly Sos (Hungría) |

| 10 de mayo de 1967, 19:15 | Hungría                              | 2:1 (2:0) | Países Bajos                      | Estadio Ferenc Puskás, Budapest                                   |                                                                   |
|                           | Kalman Meszoly 8' · Janos Farkas 30' |           | Jan Mulder 10' · Wim Suurbier 63' | Asistencia: 24.352 espectadores Árbitro(s): Franz Mayer (Austria) | Asistencia: 24.352 espectadores Árbitro(s): Franz Mayer (Austria) |

| 24 de mayo de 1967, 19:00 | Dinamarca | 0:2 (0:1) | Hungría                              | Parken Stadion, Copenhague                                           |                                                                      |
|                           |           |           | Florian Albert 30' · Ferenc Bene 70' | Asistencia: 35.200 espectadores Árbitro(s): William John Gow (Gales) | Asistencia: 35.200 espectadores Árbitro(s): William John Gow (Gales) |

| 4 de junio de 1967, 13:30 | Dinamarca          | 1:1 (0:1) | Alemania Democrática | Parken Stadion, Copenhague                                          |                                                                     |
|                           | Kresten Bjerre 65' |           | Wolfram Löwe 5'      | Asistencia: 23.700 espectadores Árbitro(s): Joseph Hannet (Bélgica) | Asistencia: 23.700 espectadores Árbitro(s): Joseph Hannet (Bélgica) |

| 13 de septiembre de 1967, 20:15 | Países Bajos    | 1:0 (1:0) | Alemania Democrática | Olympisch, Ámsterdam                                                 |                                                                      |
|                                 | Johan Cruyff 2' |           |                      | Asistencia: 42.000 espectadores Árbitro(s): Thomas Wharton (Escocia) | Asistencia: 42.000 espectadores Árbitro(s): Thomas Wharton (Escocia) |

| 27 de septiembre de 1967, 18:00                                                                                                | Hungría                   | 3:1 (1:0) | Alemania Democrática | Estadio Ferenc Puskás, Budapest                                              |                                                                              |
| | Janos Farkas 9', 48', 50' |           | Henning Frenzel 58'  | Asistencia: 69.871 espectadores Árbitro(s): Tofiq Bahramov (Unión Soviética) | Asistencia: 69.871 espectadores Árbitro(s): Tofiq Bahramov (Unión Soviética) |
| El triunfo del Seleccionado Húngaro sobre el Seleccionado de Alemania Democrática clasificó a los primeros a cuartos de final. |                           |           |                      |                                                                              |                                                                              |

| 4 de octubre de 1967, 19:00 | Dinamarca                                     | 3:2 (1:0) | Países Bajos                          | Parken Stadion, Copenhague                                                   |                                                                              |
|                             | Kresten Bjerre 43', 74' · Tom Sondergaard 54' |           | Wim Suurbier 74' · Marinus Israel 76' | Asistencia: 35.200 espectadores Árbitro(s): Malcolm Hall Wright (Inglaterra) | Asistencia: 35.200 espectadores Árbitro(s): Malcolm Hall Wright (Inglaterra) |

| 11 de octubre de 1967, 17:00 | Alemania Democrática                         | 3:2 (1:2) | Dinamarca                               | Zentralstadion, Leipzig                                                |                                                                        |
|                              | Gerhard Korner 35' · Herbert Pankau 59', 73' |           | Erik Dyreborg 25' · Tom Søndergaard 38' | Asistencia: 25.000 espectadores Árbitro(s): Ryszard Banasiuk (Polonia) | Asistencia: 25.000 espectadores Árbitro(s): Ryszard Banasiuk (Polonia) |

| 29 de octubre de 1967, 14:00 | Alemania Democrática | 1:0 (0:0) | Hungría | Zentralstadion, Leipzig                                             |                                                                     |
|                              | Henning Frenzel 51'  |           |         | Asistencia: 48.872 espectadores Árbitro(s): Robert Helies (Francia) | Asistencia: 48.872 espectadores Árbitro(s): Robert Helies (Francia) |

### Grupo 6
| Pos. | Equipo  | Pts. | PJ | G | E | P | GF | GC | Dif. | Clasificación             |
| ---- | ------- | ---- | -- | - | - | - | -- | -- | ---- | ------------------------- |
| 1    | Italia  | 11   | 6  | 5 | 1 | 0 | 17 | 3  | +14  | Acceso a cuartos de final |
| 2    | Rumania | 6    | 6  | 3 | 0 | 3 | 18 | 14 | +4   |                           |
| 3    | Suiza   | 5    | 6  | 2 | 1 | 3 | 17 | 13 | +4   |                           |
| 4    | Chipre  | 2    | 6  | 1 | 0 | 5 | 3  | 25 | −22  |                           |

 Fuente: 
| 2 de noviembre de 1966, 14:45 | Rumania                           | 4:2 (4:0) | Suiza                     | Estadio Lia Manoliu, Bucarest                                       |                                                                     |
|                               | Dridea 8' · Frăţilă 11', 25', 38' |           | Künzli 54' · Odermatt 70' | Asistencia: 14.209 espectadores Árbitro(s): Jim Finney (Inglaterra) | Asistencia: 14.209 espectadores Árbitro(s): Jim Finney (Inglaterra) |

| 26 de noviembre de 1966, 14:30 | Italia                         | 3:1 (1:1) | Rumania   | Estadio San Paolo, Nápoles                                                 |                                                                            |
|                                | Mazzola 30', 67' · Depaoli 43' |           | Dobrin 7' | Asistencia: 75.000 espectadores Árbitro(s): Gerhard Schulenburg (Alemania) | Asistencia: 75.000 espectadores Árbitro(s): Gerhard Schulenburg (Alemania) |

| 3 de diciembre de 1966, 14:30 | Chipre       | 1:5 (1:0) | Rumania                                          | Estadio GSP, Nicosia                                              |                                                                   |
|                               | Pierides 32' |           | Dridea 49', 82' · Lucescu 51' · Frăţilă 65', 74' | Asistencia: 4.823 espectadores Árbitro(s): Arthur Lentini (Malta) | Asistencia: 4.823 espectadores Árbitro(s): Arthur Lentini (Malta) |

| 22 de marzo de 1967, 15:45 | Chipre | 0:2 (0:0) | Italia                         | Estadio GSP, Nicosia                                                  |                                                                       |
|                            |        |           | Domenghini 76' · Facchetti 88' | Asistencia: 5.380 espectadores Árbitro(s): Atanas Kiryakov (Bulgaria) | Asistencia: 5.380 espectadores Árbitro(s): Atanas Kiryakov (Bulgaria) |

| 23 de abril de 1967, 16:30 | Rumania                                                                  | 7:0 (3:0) | Chipre | Estadio Lia Manoliu, Bucarest                                              |                                                                            |
|                            | Lucescu 4' · Martinovici 15' · Dimitriu 24', 52', 77' · Ionescu 47', 86' |           |        | Asistencia: 9.412 espectadores Árbitro(s): Milivoje Gugulović (Yugoslavia) | Asistencia: 9.412 espectadores Árbitro(s): Milivoje Gugulović (Yugoslavia) |

| 24 de mayo de 1967, 20:00 | Suiza                                                                 | 7:1 (3:0) | Rumania    | Hardturm-Stadion, Zúrich                                             |                                                                      |
|                           | Künzli 12', 67' · Quentin 15', 32' · Blättler 46', 59' · Odermatt 63' |           | Dobrin 70' | Asistencia: 21.337 espectadores Árbitro(s): Robert Lacoste (Francia) | Asistencia: 21.337 espectadores Árbitro(s): Robert Lacoste (Francia) |

| 25 de junio de 1967, 17:30 | Rumania | 0:1 (0:0) | Italia      | Estadio Lia Manoliu, Bucarest                                             |                                                                           |
|                            |         |           | Bertini 81' | Asistencia: 54.300 espectadores Árbitro(s): Manuel Gómez Arribas (España) | Asistencia: 54.300 espectadores Árbitro(s): Manuel Gómez Arribas (España) |

| 1 de noviembre de 1967, 14:30 | Italia                                | 5:0 (2:0) | Chipre | Stadio San Vito, Cosenza                                                     |                                                                              |
|                               | Mazzola 12', 22' · Riva 46', 55', 59' |           |        | Asistencia: 22.059 espectadores Árbitro(s): Antoine Queudeville (Luxemburgo) | Asistencia: 22.059 espectadores Árbitro(s): Antoine Queudeville (Luxemburgo) |

| 8 de noviembre de 1967, 20:30 | Suiza                                                           | 5:0 (2:0) | Chipre | Stadio Comunale di Cornaredo, Lugano                               |                                                                    |
|                               | Blättler 32', 55' · Künzli 43' · Dürr 58' (pen.) · Odermatt 73' |           |        | Asistencia: 3.737 espectadores Árbitro(s): Robert Schaut (Bélgica) | Asistencia: 3.737 espectadores Árbitro(s): Robert Schaut (Bélgica) |

| 18 de noviembre de 1967, 14:45 | Suiza                    | 2:2 (1:0) | Italia               | Wankdorfstadion, Berna                                             |                                                                    |
|                                | Quentin 34' · Künzli 68' |           | Riva 66', 85' (pen.) | Asistencia: 53.137 espectadores Árbitro(s): István Zsolt (Hungría) | Asistencia: 53.137 espectadores Árbitro(s): István Zsolt (Hungría) |

| 23 de diciembre de 1967, 14:30                                                                                | Italia                                      | 4:0 (3:0) | Suiza | Estadio Sant'Elia, Cagliari                                          |                                                                      |
| | Mazzola 3' · Riva 13' · Domenghini 45', 67' |           |       | Asistencia: 28.000 espectadores Árbitro(s): Thomas Wharton (Escocia) | Asistencia: 28.000 espectadores Árbitro(s): Thomas Wharton (Escocia) |
| El triunfo del Seleccionado Italiano sobre el Seleccionado Suizo clasificó a los primeros a cuartos de final. |                                             |           |       |                                                                      |                                                                      |

| 17 de febrero de 1968, 15:15 | Chipre                        | 2:1 (1:1) | Suiza            | Estadio GSP, Nicosia                                                     |                                                                          |
|                              | Asprou 22' · Papadopoulos 46' |           | Kattos 9' (pen.) | Asistencia: 7.500 espectadores Árbitro(s): Pavel Špoták (Checoslovaquia) | Asistencia: 7.500 espectadores Árbitro(s): Pavel Špoták (Checoslovaquia) |

### Grupo 7
| Pos. | Equipo     | Pts. | PJ | G | E | P | GF | GC | Dif. | Clasificación             |
| ---- | ---------- | ---- | -- | - | - | - | -- | -- | ---- | ------------------------- |
| 1    | Francia    | 9    | 6  | 4 | 1 | 1 | 14 | 6  | +8   | Acceso a cuartos de final |
| 2    | Bélgica    | 7    | 6  | 3 | 1 | 2 | 14 | 9  | +5   |                           |
| 3    | Polonia    | 7    | 6  | 3 | 1 | 2 | 13 | 9  | +4   |                           |
| 4    | Luxemburgo | 1    | 6  | 0 | 1 | 5 | 1  | 18 | −17  |                           |

 Fuente: 
| 2 de octubre de 1966, 12:00 | Polonia                                                 | 4:0 (0:0) | Luxemburgo | Estadio Municipal Florian Krygier, Szczecin                                     |                                                                                 |
|                             | Jarosik 49' · Liberda 54' · Grzegorczyk 73' · Sadek 88' |           |            | Asistencia: 10.840 espectadores Árbitro(s): Erwin Vetter (Alemania Democrática) | Asistencia: 10.840 espectadores Árbitro(s): Erwin Vetter (Alemania Democrática) |

| 22 de octubre de 1966, 15:00 | Francia                 | 2:1 (1:0) | Polonia         | Parque de los Príncipes, París                                             |                                                                            |
|                              | Di Nallo 26' · Lech 85' |           | Grzegorczyk 61' | Asistencia: 23.524 espectadores Árbitro(s): Gerhard Schulenburg (Alemania) | Asistencia: 23.524 espectadores Árbitro(s): Gerhard Schulenburg (Alemania) |

| 1 de noviembre de 1966, 15:00 | Bélgica            | 2:1 (0:0) | Francia  | Estadio de Heysel, Bruselas                                          |                                                                      |
|                               | Van Himst 51', 54' |           | Lech 67' | Asistencia: 43.404 espectadores Árbitro(s): John Taylor (Inglaterra) | Asistencia: 43.404 espectadores Árbitro(s): John Taylor (Inglaterra) |

| 26 de noviembre de 1966, 15:00 | Luxemburgo | 0:3 (0:3) | Francia                            | Estadio Municipal, Luxemburgo                                           |                                                                         |
|                                |            |           | Herbet 8' · Revelli 40' · Lech 41' | Asistencia: 3.465 espectadores Árbitro(s): Laurens Van Ravens (Holanda) | Asistencia: 3.465 espectadores Árbitro(s): Laurens Van Ravens (Holanda) |

| 19 de marzo de 1967, 16:00 | Luxemburgo | 0:5 (0:3) | Bélgica                                     | Estadio Municipal, Luxemburgo                                  |                                                                |
|                            |            |           | Van Himst 20', 36' · Stockman 29', 60', 73' | Asistencia: 9.107 espectadores Árbitro(s): Karl Göppel (Suiza) | Asistencia: 9.107 espectadores Árbitro(s): Karl Göppel (Suiza) |

| 16 de abril de 1967, 16:00 | Luxemburgo | 0:0 | Polonia | Estadio Municipal, Luxemburgo                                        |  |
|                            |            |     |         | Asistencia: 7.229 espectadores Árbitro(s): Einar Poulsen (Dinamarca) |  |

| 21 de mayo de 1967, 12:00 | Polonia                           | 3:1 (2:0) | Bélgica  | Estadio de Silesia, Chorzów                                         |                                                                     |
|                           | Lubański 28', 41' · Szołtysik 72' |           | Puis 52' | Asistencia: 57.000 espectadores Árbitro(s): Toimi Olkku (Finlandia) | Asistencia: 57.000 espectadores Árbitro(s): Toimi Olkku (Finlandia) |

| 17 de septiembre de 1967, 13:00 | Polonia      | 1:4 (1:2) | Francia                                  | Stadion Dziesięciolecia, Varsovia                                         |                                                                           |
|                                 | Brychczy 26' |           | Herbin 13' · Di Nallo 33', 85' · Guy 63' | Asistencia: 51.010 espectadores Árbitro(s): Ferdinand Marschall (Austria) | Asistencia: 51.010 espectadores Árbitro(s): Ferdinand Marschall (Austria) |

| 8 de octubre de 1967, 15:00 | Bélgica           | 2:4 (2:2) | Polonia                                | Estadio de Heysel, Bruselas                                                 |                                                                             |
|                             | Devrindt 15', 35' |           | Żmijewski 26', 52', 70' · Brychczy 45' | Asistencia: 35.897 espectadores Árbitro(s): Juan Garay Gardeazábal (España) | Asistencia: 35.897 espectadores Árbitro(s): Juan Garay Gardeazábal (España) |

| 28 de octubre de 1967, 15:00 | Francia    | 1:1 (0:1) | Bélgica      | Stade Marcel Saupin, Nantes                                               |                                                                           |
|                              | Herbin 84' |           | Claessen 37' | Asistencia: 14.591 espectadores Árbitro(s): Francesco Francescon (Italia) | Asistencia: 14.591 espectadores Árbitro(s): Francesco Francescon (Italia) |

| 22 de noviembre de 1967, 19:30 | Bélgica                      | 3:0 (0:0) | Luxemburgo | Stade Klokke, Brujas                                                           |                                                                                |
|                                | Thio 62', 77' · Claessen 65' |           |            | Asistencia: 6.745 espectadores Árbitro(s): Willian O'Neill (Irlanda del Norte) | Asistencia: 6.745 espectadores Árbitro(s): Willian O'Neill (Irlanda del Norte) |

| 23 de diciembre de 1967, 14:30                                                                                       | Francia              | 3:1 (1:0) | Luxemburgo | Parque de los Príncipes, París                                         |                                                                        |
| | Loubet 42', 47', 53' |           | Klein 85'  | Asistencia: 7.320 espectadores Árbitro(s): Heliodoro Garcia (Portugal) | Asistencia: 7.320 espectadores Árbitro(s): Heliodoro Garcia (Portugal) |
| El triunfo del Seleccionado Francés sobre el Seleccionado de Luxemburgo clasificó a los primeros a cuartos de final. |                      |           |            |                                                                        |                                                                        |

### Grupo 8
Nota: Los partidos se desarrollaron durante los Campeonatos Británicos de Naciones de 1966-67 y 1967-68.
| Pos. | Equipo            | Pts. | PJ | G | E | P | GF | GC | Dif. | Clasificación             |
| ---- | ----------------- | ---- | -- | - | - | - | -- | -- | ---- | ------------------------- |
| 1    | Inglaterra        | 9    | 6  | 4 | 1 | 1 | 15 | 5  | +10  | Acceso a cuartos de final |
| 2    | Escocia           | 8    | 6  | 3 | 2 | 1 | 10 | 8  | +2   |                           |
| 3    | Gales             | 4    | 6  | 1 | 2 | 3 | 6  | 12 | −6   |                           |
| 4    | Irlanda del Norte | 3    | 6  | 1 | 1 | 4 | 2  | 8  | −6   |                           |

 Fuente: 
| 22 de octubre de 1966, 00:00 | Gales          | 1:1 (0:0) | Escocia | Ninian Park, Cardiff                                                    |                                                                         |
|                              | Ron Davies 76' |           | Law 86' | Asistencia: 33.269 espectadores Árbitro(s): Keneth Dagnall (Inglaterra) | Asistencia: 33.269 espectadores Árbitro(s): Keneth Dagnall (Inglaterra) |

| 22 de octubre de 1966, 15:00 | Irlanda del Norte | 0:2 (0:1) | Inglaterra            | Windsor Park, Belfast                                                 |                                                                       |
|                              |                   |           | Hunt 40' · Peters 60' | Asistencia: 47.897 espectadores Árbitro(s): Robert Davidson (Escocia) | Asistencia: 47.897 espectadores Árbitro(s): Robert Davidson (Escocia) |

| 16 de noviembre de 1966, 20:00 | Escocia                  | 2:1 (2:1) | Irlanda del Norte | Hampden Park, Glasgow                                                |                                                                      |
|                                | Murdoch 14' · Lennox 35' |           | Nicholson 9'      | Asistencia: 45.281 espectadores Árbitro(s): Jack Taylor (Inglaterra) | Asistencia: 45.281 espectadores Árbitro(s): Jack Taylor (Inglaterra) |

| 16 de noviembre de 1966, 00:00 | Inglaterra                                                            | 5:1 (3:1) | Gales      | Estadio de Wembley, Londres                                          |                                                                      |
|                                | Hurst 30', 34' · Charlton 43' · Hennessey 65' (ag.) · J. Charlton 84' |           | Davies 36' | Asistencia: 75.380 espectadores Árbitro(s): Thomas Wharton (Escocia) | Asistencia: 75.380 espectadores Árbitro(s): Thomas Wharton (Escocia) |

| 12 de abril de 1967, 19:30 | Irlanda del Norte | 0:0 | Gales | Windsor Park, Belfast                                                 |  |
|                            |                   |     |       | Asistencia: 17.643 espectadores Árbitro(s): Kevin Howley (Inglaterra) |  |

| 12 de abril de 1967, 00:00 | Inglaterra                  | 2:3 (0:1) | Escocia                              | Estadio de Wembley, Londres                                                |                                                                            |
|                            | J. Charlton 84' · Hurst 88' |           | Law 27' · Lennox 78' · McCalliog 87' | Asistencia: 99.063 espectadores Árbitro(s): Gerhard Schulenburg (Alemania) | Asistencia: 99.063 espectadores Árbitro(s): Gerhard Schulenburg (Alemania) |

| 21 de octubre de 1967, 00:00 | Gales | 0:3 (0:1) | Inglaterra                                      | Ninian Park, Cardiff                                                        |                                                                             |
|                              |       |           | Peters 34' · Charlton 87' · Ball Jr. 90' (pen.) | Asistencia: 44.960 espectadores Árbitro(s): John Robertson Gordon (Escocia) | Asistencia: 44.960 espectadores Árbitro(s): John Robertson Gordon (Escocia) |

| 21 de octubre de 1967, 15:00 | Irlanda del Norte | 1:0 (0:0) | Escocia | Windsor Park, Belfast                                               |                                                                     |
|                              | Clements 67'      |           |         | Asistencia: 55.000 espectadores Árbitro(s): Jim Finney (Inglaterra) | Asistencia: 55.000 espectadores Árbitro(s): Jim Finney (Inglaterra) |

| 22 de noviembre de 1967, 00:00 | Escocia                         | 3:2 (1:1) | Gales                   | Hampden Park, Glasgow                                               |                                                                     |
|                                | Gilzean 15', 65' · McKinnon 78' |           | Davies 18' · Durban 55' | Asistencia: 57.472 espectadores Árbitro(s): Jim Finney (Inglaterra) | Asistencia: 57.472 espectadores Árbitro(s): Jim Finney (Inglaterra) |

| 22 de noviembre de 1967, 19:45 | Inglaterra               | 2:0 (1:0) | Irlanda del Norte | Estadio de Wembley, Londres                                       |                                                                   |
|                                | Hurst 43' · Charlton 62' |           |                   | Asistencia: 83.969 espectadores Árbitro(s): Leo Callaghan (Gales) | Asistencia: 83.969 espectadores Árbitro(s): Leo Callaghan (Gales) |

| 24 de febrero de 1968, 15:00                                                                                   | Escocia    | 1:1 (1:1) | Inglaterra | Hampden Park, Glasgow                                                     |                                                                           |
| | Hughes 39' |           | Peters 20' | Asistencia: 134.461 espectadores Árbitro(s): Laurens Van Ravens (Holanda) | Asistencia: 134.461 espectadores Árbitro(s): Laurens Van Ravens (Holanda) |
| El empate entre el Seleccionado Escocés y el Seleccionado Inglés clasificó a estos últimos a cuartos de final. |            |           |            |                                                                           |                                                                           |

| 24 de febrero de 1968, 19:15 | Gales                 | 2:0 (0:0) | Irlanda del Norte | Racecourse Ground, Wrexham                                            |                                                                       |
|                              | Rees 75' · Davies 84' |           |                   | Asistencia: 17.548 espectadores Árbitro(s): Robert Davidson (Escocia) | Asistencia: 17.548 espectadores Árbitro(s): Robert Davidson (Escocia) |

## Cuartos de final
| Equipo 1   | Agr. | Equipo 2        | Ida | Vuelta |
| ---------- | ---- | --------------- | --- | ------ |
| Bulgaria   | 3–4  | Italia          | 3–2 | 0–2    |
| Hungría    | 2–3  | Unión Soviética | 2–0 | 0–3    |
| Inglaterra | 3–1  | España          | 1–0 | 2–1    |
| Francia    | 2–6  | Yugoslavia      | 1–1 | 1–5    |

| 4 de mayo de 1968, 17:00 | Hungría                 | 2:0 (1:0) | Unión Soviética | Estadio Ferenc Puskás, Budapest                                          |                                                                          |
|                          | Farkas 22' · Göröcs 84' |           |                 | Asistencia: 80.000 espectadores Árbitro(s): Laurens Van Ravens (Holanda) | Asistencia: 80.000 espectadores Árbitro(s): Laurens Van Ravens (Holanda) |

| 11 de mayo de 1968, 19:30 | Unión Soviética                                      | 3:0 (1:0) | Hungría | Estadio Olímpico Luzhnikí, Moscú                                         |                                                                          |
|                           | Solymosi 22' (a.g.) · Jurtsilava 59' · Býshovets 73' |           |         | Asistencia: 103.000 espectadores Árbitro(s): Kurt Tschenscher (Alemania) | Asistencia: 103.000 espectadores Árbitro(s): Kurt Tschenscher (Alemania) |

| 6 de abril de 1968, 17:00 | Bulgaria                                        | 3:2 (1:0) | Italia                       | Estadio Nacional Vasil Levski, Sofía                                       |                                                                            |
|                           | Kotkov 11' (pen.) · Dermendjev 66' · Zhekov 73' |           | Penev 61' (a.g.) · Prati 83' | Asistencia: 65.000 espectadores Árbitro(s): Gerhard Schulenburg (Alemania) | Asistencia: 65.000 espectadores Árbitro(s): Gerhard Schulenburg (Alemania) |

| 20 de abril de 1968, 16:00 | Italia                     | 2:0 (1:0) | Bulgaria        | Estadio San Paolo, Nápoles                                            |                                                                       |
|                            | Prati 14' · Domenghini 55' |           | Riva 85' (a.g.) | Asistencia: 100.000 espectadores Árbitro(s): Gottfried Dienst (Suiza) | Asistencia: 100.000 espectadores Árbitro(s): Gottfried Dienst (Suiza) |

| 3 de abril de 1968, 19:45 | Inglaterra      | 1:0 (0:0) | España | Estadio de Wembley, Londres                                       |                                                                   |
|                           | B. Charlton 84' |           |        | Asistencia: 100.000 espectadores Árbitro(s): Gilbert Droz (Suiza) | Asistencia: 100.000 espectadores Árbitro(s): Gilbert Droz (Suiza) |

| 8 de mayo de 1968, 20:30 | España      | 1:2 (0:0) | Inglaterra              | Santiago Bernabéu, Madrid                                                   |                                                                             |
|                          | Amancio 48' |           | Peters 54' · Hunter 82' | Asistencia: 120.000 espectadores Árbitro(s): Josef Krnavek (Checoslovaquia) | Asistencia: 120.000 espectadores Árbitro(s): Josef Krnavek (Checoslovaquia) |

| 6 de abril de 1968, 16:00 | Francia      | 1:1 (0:0) | Yugoslavia  | Stade Vélodrome, Marsella                                           |                                                                     |
|                           | Di Nallo 79' |           | Musemic 66' | Asistencia: 45.000 espectadores Árbitro(s): Erwin Vetter (Alemania) | Asistencia: 45.000 espectadores Árbitro(s): Erwin Vetter (Alemania) |

| 24 de abril de 1968, 16:30 | Yugoslavia                                       | 5:1 (4:1) | Francia      | Partizan Stadium, Belgrado                                          |                                                                     |
|                            | Petković 3', 32' · Musemić 13', 80' · Džajić 15' |           | Di Nallo 33' | Asistencia: 70.000 espectadores Árbitro(s): Paul Schiller (Austria) | Asistencia: 70.000 espectadores Árbitro(s): Paul Schiller (Austria) |

## Clasificados para la Eurocopa 1968
| Bandera de Italia     | Bandera de Yugoslavia | Bandera de Inglaterra | Bandera de la Unión Soviética |
| Italia                | Yugoslavia            | Inglaterra            | Unión Soviética               |
| Clasificado: 20/04/68 | Clasificado: 24/04/68 | Clasificado: 08/05/68 | Clasificado: 11/05/68         |

## Goleadores
| Jugador            | Selección            | Goles |
| ------------------ | -------------------- | ----- |
| János Farkas       | Hungría              | 6     |
| Luigi Riva         | Italia               | 6     |
| Henning Frenzel    | Alemania Democrática | 5     |
| Fleury Di Nallo    | Francia              | 5     |
| Sandro Mazzola     | Italia               | 5     |
| Constantin Frățilă | Rumania              | 5     |
| Fritz Künzli       | Suiza                | 5     |
| Gerd Müller        | Alemania Federal     | 5     |